# 이우형 (성우)
이우형(李又迎, 1934년 12월 30일 ~ 2001년 4월 29일)은 대한민국의 성우이다. 기독교방송 제1기 성우로 데뷔하였다. 온화한 듯하면서 격정적인 연기를 하는 성우이며, 많은 작품에 폭 넓게 출연하였다. 특히 동아방송에서 수년에 걸쳐 방송된 《태평양 전쟁》과 《한국전쟁》의 해설은 아직도 청취자의 뇌리에 남아 있다.

## 출연 작품

### 영화
- 별들의 고향 (KBS)